# Марко Јелисијић
Марко Јелисијић (Футог, око 1780. (1776?) — Темишвар, после 1814), учитељ у Великом Бечкереку и први редитељ позоришних представа.

## Биографија
Марко је рођен у Бачкој, у месту Футогу биће око 1780. године. Гимназију је до 1795. године похађао у Новом Саду, а почетком следеће 1796. године он слуша реторику (четврти разред гимназије) у Кечкемету. Јавља се као Јелисић (Елисеић) или чешће - Јелисијевић. Између 1799—1802. године је био учитељ у Великом Бечкереку. Среће се ту 1801. године као пренумерант Стојковићеве „Физике”. Колега Василије Лазаревић је водио први разред, а Марко је био учитељ другог разреда „Нормалне школе” у граду. Судећи по напомени издавача Аркадија Пејића, на почетку књиге „Велизариј”, 1832. године што пређе 30 година у вјечност преселившагосја Списатеља дјелца овога, Марко Јелисијић је наводно умро млад (1802) у Великом Бечкереку. Међутим није било тако; учитељ Марко је још више од деценије поживео. Само је прешао у Темишвар, где га срећемо као учитеља - пренумеранта и 1814. године.

## Позоришни редитељ
За град Велики Бечкерек се везују почеци позоришта код Срба. Ту је крајем 18. и почетком 19. века било првих аматерских импровизованих позоришних дешавања.
Учитељ бечкеречки Марко Јелисијић је између 1799—1802. године са својим ученицима изводио прве позоришне представе, пред бројном публиком. Формирао је сталну српску позоришну трупу у којој је и сам играо. Историчар Феликс Милекер је сматрао да је све почело још 1787. године; каснији истраживачи су то исправили, јер се односило у ствари на Емануила Јанковића и његову путујућу позоришну дружину. Радило се испрва о једном „слабијем комаду” заснованом на Библији ("Невини Јосиф"), који је као и остале прилагођавао учитељ. Представе су извођене на српском језику, а најталентованији је био млади дилетант, десетогодишљак Аркадије Пејић. На репертоару су била позоришна дела из руске књижевности и комедије италијанског писца Карла Голдонија.
Највећи успех је та ђачка дружина доживела са комадима - драмама: „Велизар” и "Наталија (у ствари „Александар и Наталија”!)".
Као књижевник и преводилац зна се да је Јелисијић објавио два наслова. Прво је 1832. године штампан „Велизариј” - „всадничкоје позориште” у „три дејствија”, које је он саставио почетком 19. века. Учитељ Јелисијић је почетком 19. века превео једну књигу, а рукопис превода је тек 1833. године „откривен” у Темишвару. Судећи по иницијалу „А. П.” радило се највероватније о поменутом „глумцу” Аркадију Пејићу трговцу, који је дуго живео и умро 1867. године у Темишвару. Пејић је објавио обе књиге свог некадашњег учитеља. Те 1833. године је тако објављен у Будиму превод позоришног дела, са немачког на српски језик. Био је то наслов: „Александер и Наталија или Петар Велики цар Росијски”.